# Наука в середньовічному ісламському світі

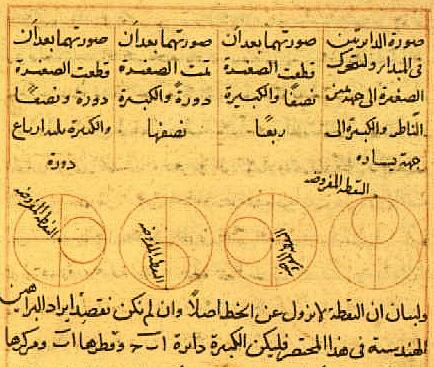
Пара Тусі — математичний механізм, винайдений перським ерудитом і вченим Насиром ад-Діном Тусі для моделювання не зовсім кругових рухів планет.

Наука в середньовічному ісламському світі — наука, що розвивалася і практикувалася протягом золотої доби ісламу за часів Аббасидського халіфату в Багдаді, Омейядів у Кордові, Аббадидів у Севільї, Саманідів, Зіяридів і Буїдів у Персії та за її межами — приблизно в період між 786 і 1258 роками. Ісламські наукові досягнення охоплювали широкий спектр галузей, особливо астрономію, математику та медицину. Іншими предметами наукових досліджень були алхімія та хімія, ботаніка й агрономія, географія й картографія, офтальмологія, фармакологія, фізика і зоологія.
Середньовічна ісламська наука мала як практичні цілі, так і прагнення до пізнання. Наприклад, астрономія була корисною для визначення кібли — напряму молитви; ботаніка мала прикладне значення в сільському господарстві, як у працях Ібн Бассала та Ібн аль-Авама; географія дала змогу Абу Зайд аль-Балхі створювати точні карти. Ісламські математики, зокрема Аль-Хорезмі, Ібн Сіна (Авіценна) та Джамшид аль-Каші, зробили внесок у розвиток алгебри, тригонометрії, геометрії та арабської системи числення. Ісламські лікарі описували хвороби, як-от віспа і кір, і кидали виклик класичній грецькій медичній теорії. Аль-Біруні, Ібн-Сіна та інші описували приготування сотень лікарських засобів з рослин і хімічних сполук. Ісламські фізики, як-от Ібн аль-Гайсам, Аль-Біруні та інші, вивчали оптику, механіку та астрономію, а також критикували арістотелеву концепцію руху.
У середньовіччі ісламська наука процвітала в широкому регіоні навколо Середземного моря й далеко за його межами впродовж кількох століть і в різноманітних інституціях.

## Контекст і історія

Ісламська експансія:
за Мухаммедом, 622–632
за праведними халіфами, 632–661
за омейядськими халіфами, 661–750

Ісламська епоха почалася у 622 році. Невдовзі ісламські армії завоювали Аравію, Єгипет і Месопотамію, і протягом кількох десятиліть успішно витіснили сасанідів і візантійців із регіону. Протягом століття іслам поширився від території сучасної Португалії на заході до Центральної Азії на сході. Золота доба ісламу (приблизно 786—1258) охоплює період Аббасидського халіфату (750—1258), коли політична структура була стабільною, а торгівля процвітала. Важливі релігійні та культурні праці було перекладено арабською, іноді — перською. Ісламська культура успадкувала грецький, індійський, ассирійський і перський досвід. Сформувалася нова цивілізація, заснована на ісламі. Настала епоха високої культури та інновацій, що супроводжувалася стрімким зростанням населення і міст. Арабська аграрна революція в сільській місцевості забезпечила більше врожаїв та вдосконалення аграрних технологій, особливо зрошення, що підтримувало збільшене населення і сприяло культурному розквіту. Починаючи з IX століття, такі вчені, як Аль-Кінді, перекладали знання з Індії, Ассирії, Сасанідського Ірану та Стародавньої Греції, зокрема твори Арістотеля, арабською мовою. Ці переклади сприяли науковим досягненням по всьому ісламському світу.

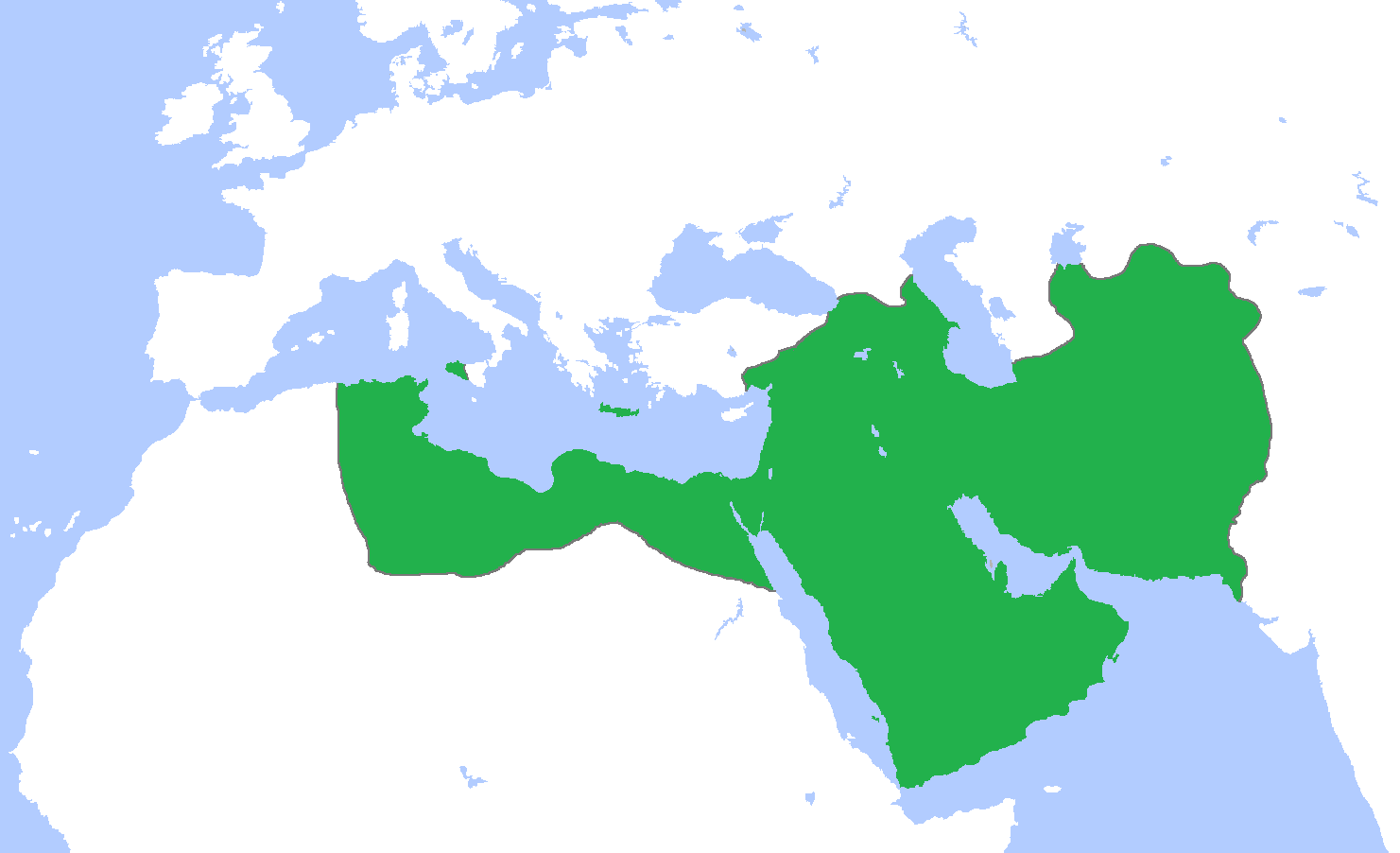
Аббасидський халіфат, 750—1261 (а згодом — у Єгипті) на піку, близько 850 р.

Занепад середньовічної ісламської науки розпочався після нищівного руйнування Багдада монголами у 1258 році та втрати мусульманами аль-Андалуса внаслідок Реконкісти у 1492, що позбавило ісламський світ його провідних інтелектуальних центрів. Під час цих подій було знищено бібліотеки, освітні установи й перервано наукові традиції. Попри спроби зберегти знання (наприклад, діяльність Насир ад-Діна ат-Тусі в Мераге), науковий поступ перемістився до нових обсерваторій і здебільшого обмежувався астрологією. У XIV–XVI століттях наука ще жевріла в Самарканді, Стамбулі й обсерваторіях, проте протидія з боку духовенства, невдачі астрологічних прогнозів і припинення фінансування остаточно загальмували розвиток. Європейська колонізація та економічні кризи остаточно підточили ресурси, необхідні для підтримки наукової діяльності.

## Галузі дослідження
Середньовічні ісламські наукові досягнення охоплювали широкий спектр галузей, зокрема математику, астрономію та медицину. Іншими предметами наукових досліджень були фізика, алхімія та хімія, офтальмологія, а також географія й картографія.

### Алхімія і хімія
У ранній ісламський період почали формуватися теоретичні засади алхімії та хімії, що стали основою для подальших досягнень у цих галузях. Сірчано-ртутна теорія металів, яка вперше з'являється в трактаті Сір аль-халіка («Таємниця творіння», близько 750—850, помилково приписуваний Аполлонію Тіанському) та в працях, приписуваних Джабіру ібн Хаяну (написаних приблизно у 850—950 рр.), залишалася основою теорії складу металів аж до XVIII століття. Смарагдова скрижаль, загадковий текст, який усі наступні алхіміки, включно з Ісааком Ньютоном, вважали основою свого мистецтва, вперше з'являється в Сір аль-халіці і в одному з творів Джабіра.
У практичній хімії праці Джабіра та перського алхіміка і лікаря Абу Бакра ар-Разі (бл. 865—925) містять найдавнішу систематичну класифікацію хімічних речовин. Алхіміки також прагнули штучно створювати такі речовини. Джабір описував синтез амоній хлориду (sal ammoniac) з органічних речовин, а ар-Разі експериментував із нагріванням амоній хлориду, купоросу та інших солей, що врешті-решт привело до відкриття мінеральних кислот латинськими алхіміками XIII століття, такими як псевдо-Гебер.

### Астрономія і космологія

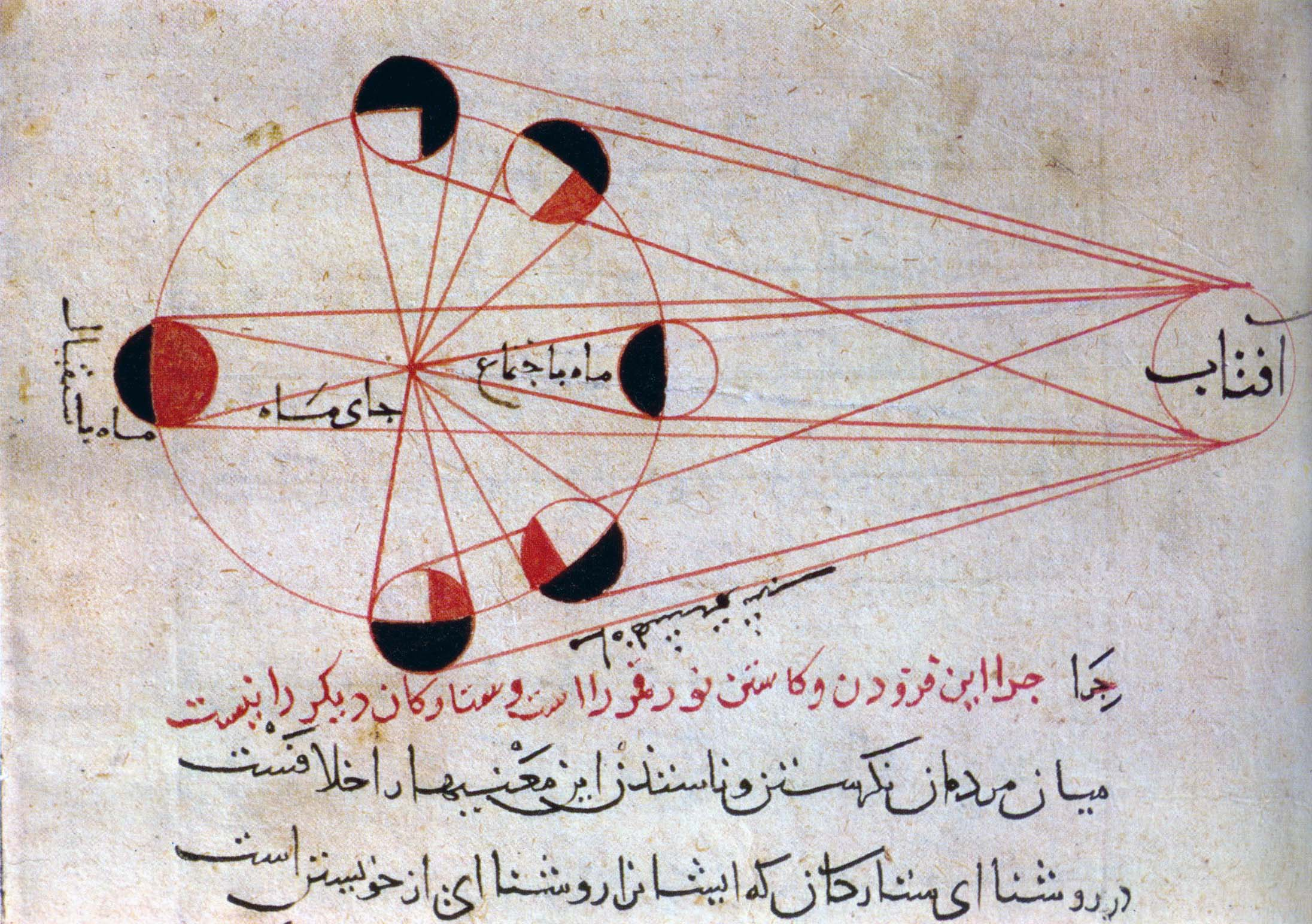
Пояснення аль-Біруні фаз Місяця

Астрономія стала провідною дисципліною в ісламській науці. Астрономи вивчали як природу космосу, так і мали прикладні цілі. Однією з них було визначення кібли — напряму для молитви. Інша — астрологія, зокрема передбачення подій, що впливають на життя людей, і визначення сприятливого часу для дій, на кшталт війни чи заснування міста.
Аль-Баттані (850—922) точно визначив тривалість сонячного року. Він зробив внесок у толедські таблиці, які астрономи використовували для передбачення руху Сонця, Місяця і планет. Коперник (1473—1543) згодом використовував частину астрономічних таблиць Аль-Баттані.
Аз-Заркалі (1028—1087) удосконалив астролябію, яка використовувалася століттями. Він збудував водяний годинник у Толедо, відкрив, що апогей Сонця повільно зміщується щодо нерухомих зірок, і дав точну оцінку цього руху. Насір ад-Дін ат-Тусі (1201—1274) переглянув птолемеєву модель неба. Ставши астрологом при дворі Хулагу-хана, він отримав обсерваторію і доступ до китайських методів та спостережень. Він розвинув тригонометрію як окрему науку і створив найточніші на той час астрономічні таблиці.

### Ботаніка і агрономія

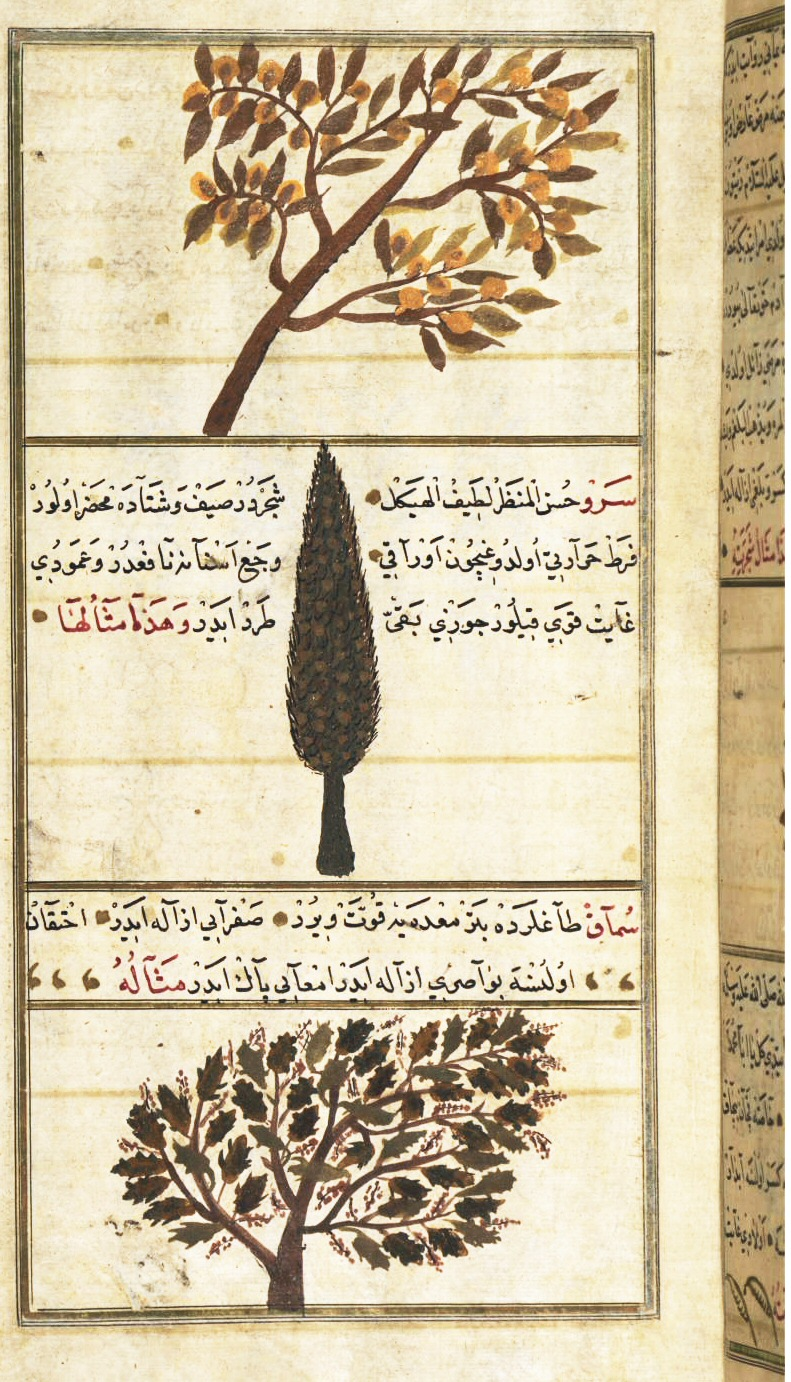
Айва, кипарис і сумах у творі аль-Казвіні Дива творіння

Вивчення природи поширилося на докладне дослідження рослин. Ця робота безпосередньо сприяла стрімкому розвитку фармакології в ісламському світі. Ад-Дінаварі (815—896) популяризував ботаніку у своїй шеститомній праці Кітаб ан-Набат («Книга рослин»). Збереглися лише томи 3 і 5, а частину шостого реконструйовано з цитат. Уцілілий текст описує 637 рослин у алфавітному порядку від літери сін до я, тому повна книга, ймовірно, охоплювала кілька тисяч видів. Ад-Дінаварі описував стадії росту рослин та процеси цвітіння і плодоношення.
Енциклопедія XIII століття аль-Казвіні — Аджаїб аль-Махлукат («Дива творіння») — містила як реалістичну ботаніку, так і фантастичні описи. Наприклад, він згадував дерева, на яких замість листя росли птахи, що нібито існували лише на Британських островах.
У XI столітті використання і вирощування рослин документували Мухаммад ібн Ібрагім ібн Бассал із Толедо у Диван аль-філяга («Канцелярія землеробства») та Ібн аль-Аввам аль-Ішбілі з Севільї в Кітаб аль-Філяга («Книга про землеробство»). Ібн Бассал багато подорожував ісламським світом, здобувши ґрунтовні знання з агрономії, які сприяли арабській аграрній революції. Його систематична книга описує понад 180 рослин і способи їх розмноження та догляду, включно з листовими й коренеплодами, спеціями, травами і деревами.

### Географія і картографія

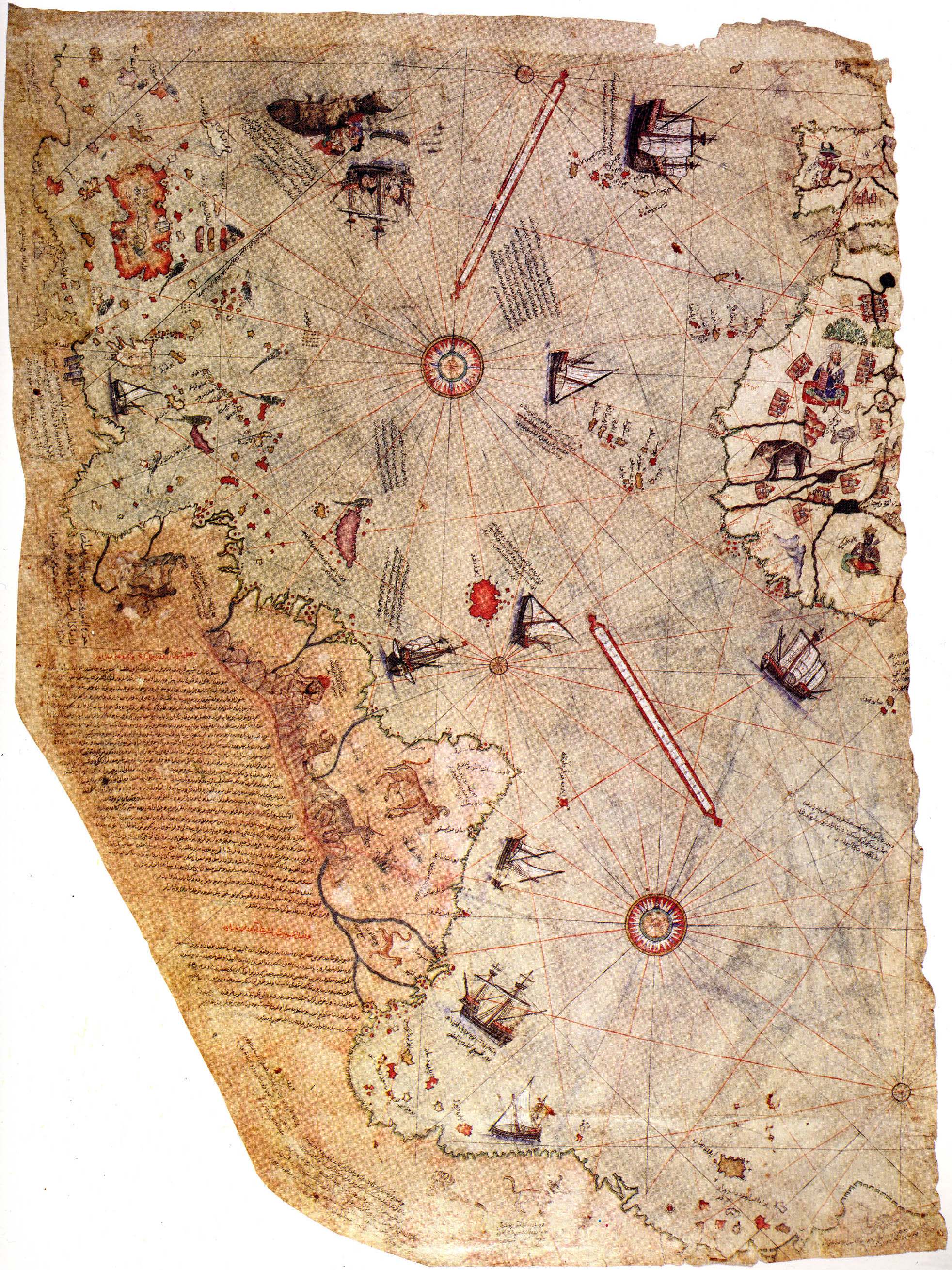
Фрагмент першої карти світу Пірі-реїса (1513)

Поширення ісламу в Західній Азії та Північній Африці стимулювало безпрецедентний розвиток торгівлі та подорожей — сушею і морем — аж до Південно-Східної Азії, Китаю, Африки, Скандинавії та навіть Ісландії. Географи працювали над укладанням дедалі точніших карт відомого світу, використовуючи численні уривчасті джерела. Абу Зайд аль-Балхі (850—934), засновник багдадської школи картографії, створив атлас Сувар аль-акалім («Фігури регіонів»).
Аль-Біруні (973—1048) виміряв радіус Землі новим методом, спостерігаючи за висотою гори у Нандана (нині в Пакистані).
Аль-Ідрісі (1100—1166) створив карту світу для Рожера II, норманського короля Сицилії (правив 1105—1154). Він також написав Tabula Rogeriana («Книга Рожера») — географічне дослідження народів, клімату, ресурсів і промисловості всього відомого на той час світу.
Османський адмірал Пірі-реїс (бл. 1470—1553) у 1513 році склав карту Нового Світу та Західної Африки. Він використовував грецькі, португальські, мусульманські карти, а можливо — й одну з карт Колумба. Він був частиною великої традиції османської картографії.

Сучасна копія Tabula Rogeriana аль-Ідрісі (1154), перевернута — північ угорі

### Зоологія

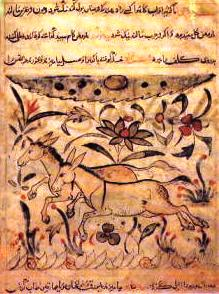
Сторінка з Кітаб аль-Хаяван («Книга тварин») авторства Аль-Джахіза. IX століття

Багато класичних творів, зокрема Арістотеля, переклали з грецької сирійською, потім арабською, а згодом латиною в середньовіччі. Зоологія Арістотеля залишалася домінантною в цій галузі протягом двох тисячоліть. Кітаб аль-Хаяван («Книга тварин») — це арабський переклад IX століття Історії тварин (розд. 1–10), Про частини тварин (розд. 11–14), і Походження тварин (розд. 15–19).
Цю книгу згадує аль-Кінді (помер 850 року), а також її коментував Ібн Сіна у своєму творі Книга зцілення. Ібн Баджа і Ібн Рушд (Аверроес) коментували й критикували розділи Про частини тварин та Походження тварин.

### Математика

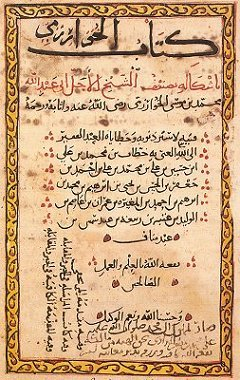
Сторінка з Алгебри аль-Хорезмі

Ісламські математики зібрали, впорядкували й уточнили математичні знання, успадковані від давнього Єгипту, Греції, Індії, Месопотамії та Персії, а також здійснили власні нововведення. Ісламська математика охоплювала алгебру, геометрію та арифметику. Алгебра здебільшого використовувалась для розваги: на той час вона мала мало практичного застосування. Геометрію вивчали на різних рівнях. Деякі тексти містять практичні геометричні правила для землевимірювання та обчислення фігур. Теоретична геометрія була необхідною передумовою для розуміння астрономії й оптики та вимагала років зосередженого навчання. На початку Аббасидського халіфату (заснованого 750 року), невдовзі після заснування Багдада в 762 році, певні математичні знання було засвоєно групою вчених аль-Мансура з доісламської перської традиції в астрономії. Астрономів з Індії було запрошено до двору халіфа наприкінці VIII століття; вони пояснювали елементарні тригонометричні методи, які використовувалися в індійській астрономії. Давньогрецькі праці, зокрема Альмагест Птолемея та Начала Евкліда, було перекладено арабською мовою. У другій половині IX століття ісламські математики вже робили внески до найскладніших розділів грецької геометрії. Ісламська математика досягла апогею на сході ісламського світу між X і XII століттями. Більшість середньовічних ісламських математиків писали арабською, деякі — перською.

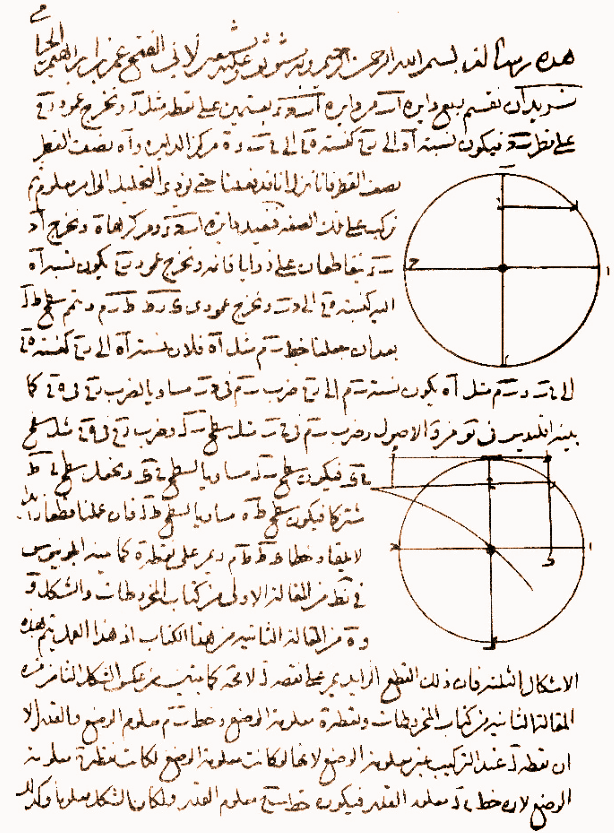
«Кубічне рівняння та перетин конічних перерізів» Омара Хаяма

Аль-Хорезмі (VIII—IX ст.) відіграв ключову роль у впровадженні індійсько-арабської цифрової системи та розвитку алгебри, запровадив методи спрощення рівнянь і використовував евклідову геометрію у своїх доведеннях. Він першим розглядав алгебру як самостійну дисципліну, і представив перше систематичне розв'язання лінійних і квадратних рівнянь.:14
Ібн Ісхак аль-Кінді (801—873) працював над криптографією для Аббасидського халіфату, і дав перший відомий запис пояснення криптоаналізу та опис методу частотного аналізу.
Ібн Сіна (прибл. 980—1037) зробив внесок у розвиток методів, як-от виключення дев'яток. Сабіт ібн Курра (835—901) розв'язав шахову задачу з експоненціальним рядом.
Аль-Фарабі (прибл. 870—950) намагався геометрично описати повторювані візерунки, популярні в ісламському мистецтві, у своїй праці «Духовні ремесла та природні таємниці у деталях геометричних фігур».
Омар Хаям (1048—1131), відомий на Заході як поет, обчислив довжину року з точністю до 5 знаків після коми, а також розв'язав усі 13 типів кубічних рівнянь, запропонувавши деякі квадратні рівняння, що досі використовуються.
Джамшид аль-Каші (прибл. 1380—1429) відомий низкою теорем з тригонометрії, зокрема законом косинусів, також знаним як Теорема аль-Каші. Йому приписують винайдення десяткових дробів і методу, схожого на метод Горнера, для обчислення коренів. Він обчислив значення π з точністю до 17 знаків.
Близько VII століття ісламські вчені запозичили індійсько-арабську цифрову систему, описавши її в типових текстах Фі ль-хісаб аль-гінді («Про індійські числа»). Західний арабський варіант східних арабських цифр почав формуватися близько X століття у Магрибі та Аль-Андалусі; саме вони стали безпосередніми предками сучасних арабських цифр, які використовуються у всьому світі.

### Медицина

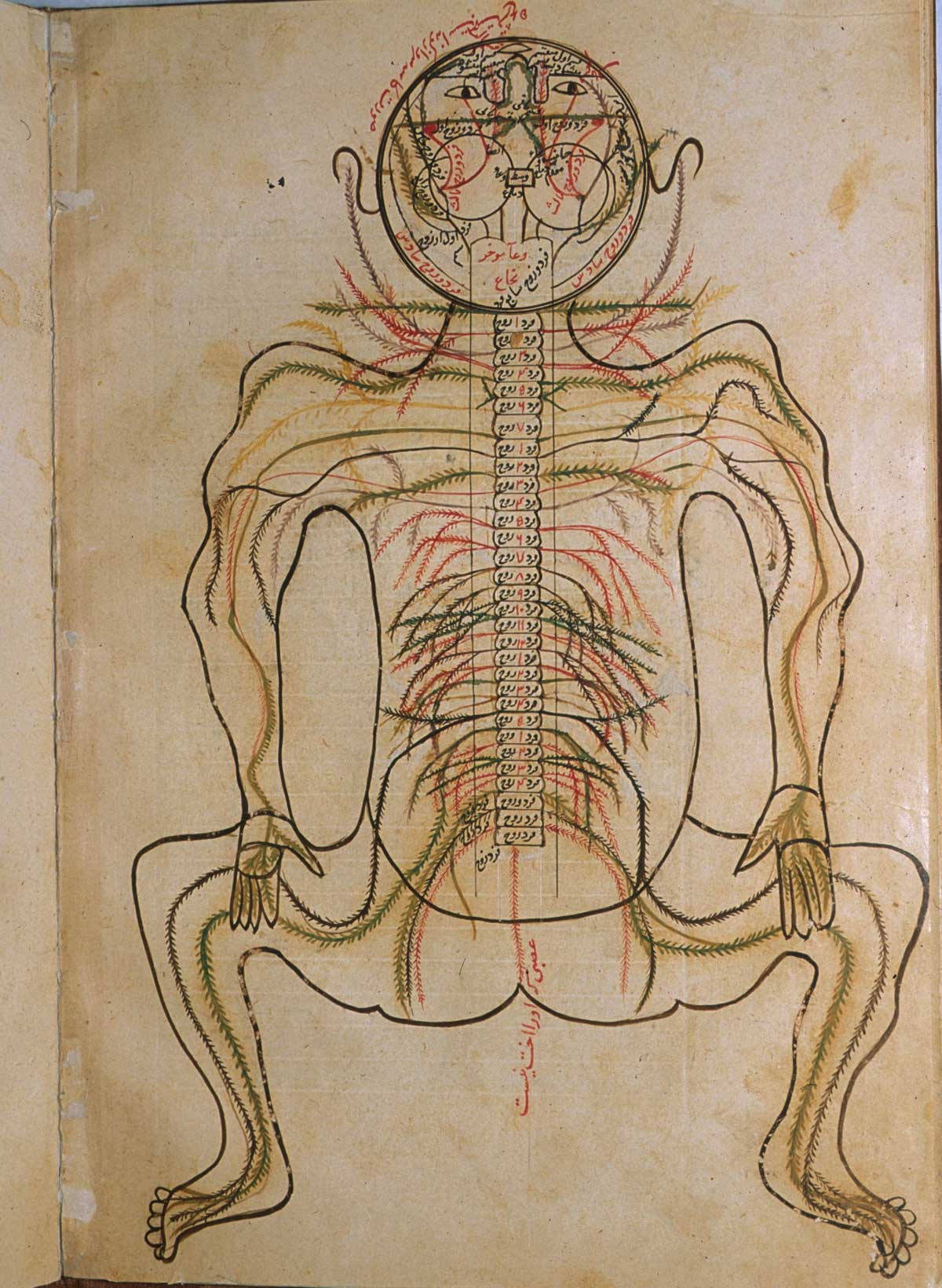
Кольорова ілюстрація з Анатомії Мансура, прибл. 1450

Ісламське суспільство приділяло пильну увагу медицині, дотримуючись хадису, що закликає до збереження доброго здоров'я. Ісламські лікарі успадкували знання й традиційні медичні уявлення цивілізацій класичної Греції, Риму, Сирії, Персії та Індії. Сюди входили праці Гіппократа, зокрема теорія чотирьох рідин, а також теорії Галена. Ар-Разі (прибл. 865—925) ідентифікував віспу та кір, а також визнав гарячку частиною захисних механізмів тіла. Він написав 23-томний компендіум з медицини Китаю, Індії, Персії, Сирії та Греції. Ар-Разі поставив під сумнів класичну грецьку теорію про регуляцію життєвих процесів через чотири рідини. Він також оскаржував праці Галена в кількох аспектах, зокрема не погоджуючись із тим, що лікування кровопусканням є ефективним.
Аз-Заграві (936—1013) був хірургом, чия найважливіша збережена праця відома як ат-Тасриф («Медичні знання»). Це 30-томний корпус, присвячений симптомам, методам лікування та фармакології. Останній том, присвячений хірургії, описує хірургічні інструменти, матеріали та новаторські процедури. Ібн Сіна (бл. 980—1037) написав фундаментальний медичний підручник — Канон лікарської науки. Ібн ан-Нафіс (1213—1288) створив впливову книгу з медицини, яка значною мірою витіснила Канон Авіценни в ісламському світі. Він написав коментарі до праць Галена та Авіценни. Один із таких коментарів, знайдений у 1924 році, описує циркуляцію крові через легені.

### Оптика й офтальмологія

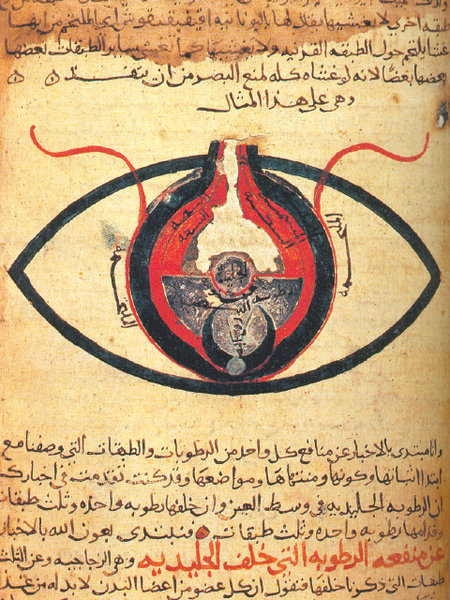
Око за описом Хунайна ібн Ісхака, прибл. 1200

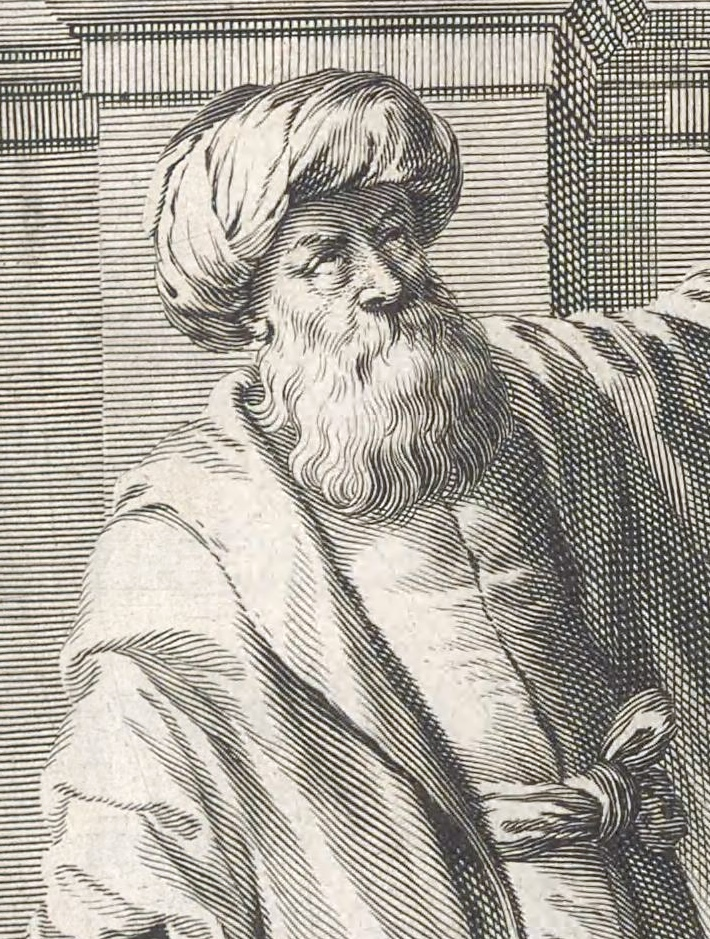
Ібн аль-Гайсам (Альгазен), (965—1039, Ірак). Ерудит, іноді вважається батьком сучасного наукового методу завдяки наголосу на експериментальних даних і відтворюваності результатів.

Оптика швидко розвивалася в цей період. До IX століття з'явилися праці з фізіологічної, геометричної та фізичної оптики. Теми включали віддзеркалення. Хунайн ібн Ісхак (809—873) написав працю Десять трактатів про око, яка залишалася впливовою на Заході до XVII століття. Аббас ібн Фірнас (810—887) розробив лінзи для збільшення й покращення зору. Ібн Сагл (прибл. 940—1000) відкрив закон заломлення, відомий нині як закон Снелліуса. Він використав його для створення перших асферичних лінз, які фокусують світло без геометричних викривлень.
У XI столітті Ібн аль-Гайсам (Альгазен, 965—1040) відкинув грецькі уявлення про зір — як аристотелівську традицію, за якою форма предмета входить у око (але не сама матерія), так і теорію Евкліда й Птолемея, за якою око випускає промінь. Альгазен у своїй Книзі оптики запропонував, що зір виникає завдяки світловим променям, які формують конус із вершиною в центрі ока. Він припустив, що світло відбивається від різних поверхонь у різних напрямках, що й викликає різноманітність вигляду об'єктів. Він також стверджував, що математика відбиття та заломлення має відповідати анатомії ока. Альгазен був раннім прихильником наукового методу — ідеї, що гіпотеза повинна бути підтверджена експериментами на основі перевірюваних процедур або математичних доказів — за п'ять століть до науковців Відродження.

### Фармакологія

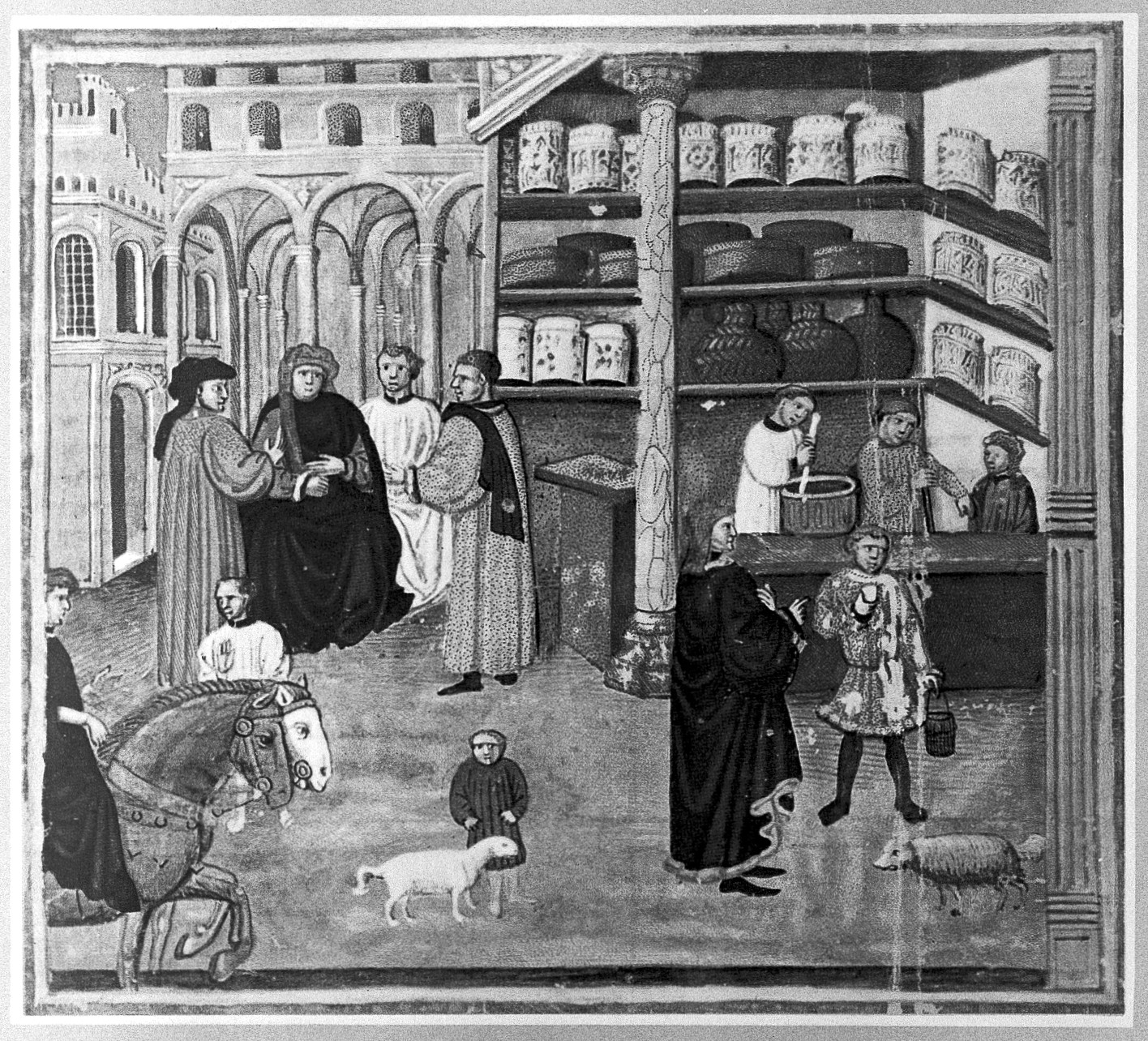
Ібн Сіна навчає використанню ліків. XV ст., Великий канон Авіценни

Розвиток ботаніки та хімії в ісламському світі сприяв прогресу у фармакології. Мухаммад ібн Закарія ар-Разі (Разес) (865—915) пропагував медичне використання хімічних сполук. Абу аль-Касим аз-Заграві (936—1013) був піонером у виготовленні ліків за допомогою сублімації та дистиляції. Його Liber servitoris містить інструкції з приготування «простих» засобів, з яких виготовляли складні препарати того часу. Сабур ібн Сагл (помер 869 року) був першим лікарем, який описав велику кількість ліків та засобів проти хвороб. Аль-Муваффак у X столітті написав Основи істинних властивостей ліків, де описав хімічні речовини, такі як оксид миш'яку(III) та кремнієва кислота. Він розрізняв карбонат натрію і карбонат калію, звертав увагу на отруйність сполук міді, особливо мідного купоросу, а також сполук свинцю. Аль-Біруні (973—1050) написав Кітаб ас-Сайдала («Книга про ліки»), де детально описав властивості лікарських засобів, роль аптекаря та обов'язки фармацевта. Ібн Сіна описав 700 препаратів, їхні властивості, дію та показання. Він присвятив цілий том «простим» засобам у Каноні медицини. Праці Масавайга аль-Мардіні (бл. 925—1015) і Ібн аль-Вафіда (1008—1074) було надруковано латинською мовою понад 50 разів — як De Medicinis universalibus et particularibus Месе Молодшого (помер 1015) і Medicamentis simplicibus Абенґефіта (бл. 997—1074). П'єтро д'Абано (1250—1316) переклав і доповнив працю аль-Мардіні під назвою De Veneris. Ібн аль-Байтар (1197—1248) у своєму творі Аль-Джамі фі ат-Тібб описав тисячу простих речовин і ліків, здебільшого заснованих на середземноморських рослинах, зібраних по всьому узбережжю від Сирії до Іспанії, вперше перевершивши за охопленням твори Діоскорида класичної доби. Ісламські лікарі, такі як Ібн Сіна, описували клінічні випробування для визначення ефективності медичних ліків та речовин.

### Фізика

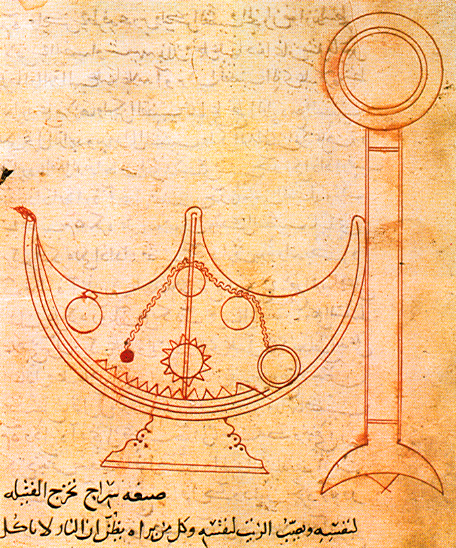
Саморегульована лампа з трактату Ахмада ібн Муси ібн Шакіра про механічні пристрої, бл. 850 р.

Галузі фізики, що вивчались у цей період (окрім оптики й астрономії, які розглядаються окремо), стосувались механіки: статики, динаміки, кінематики та руху. У VI столітті Йоан Філопон (бл. 490—570) відкинув арістотелівське розуміння руху. Він стверджував, що об'єкт набуває схильності до руху, коли на нього діє рушійна сила. У XI столітті Ібн Сіна дотримувався подібної думки — що об'єкт у русі має силу, яка поступово витрачається через зовнішні чинники, такі як опір повітря. Ібн Сіна розрізняв «силу» і «схильність» (майл) — на його думку, об'єкт набуває майл, коли рухається всупереч своїй природі. Він дійшов висновку, що тривалість руху залежить від цієї майл, і що об'єкт залишатиметься в русі, поки майл не вичерпається. Він також стверджував, що снаряд у вакуумі не зупинився б, якщо на нього не подіяти. Цей погляд узгоджується з першим законом Ньютона про інерцію. Як неарістотелівську теорію, її згодом занедбали, поки не сформулював концепцію «імпетусу» Жан Бурідан (бл. 1295—1363), ймовірно, під впливом Книги зцілення Авіценни.
У Тінях Абу Райхан аль-Біруні (973—1048) описував нерівномірний рух як результат прискорення. Теорія майл Авіценни намагалася пов'язати швидкість і вагу тіла, передвістя концепції імпульсу. Теорія руху Арістотеля твердить, що постійна сила створює рівномірний рух; Абу-ль-Баракат аль-Багдаді (бл. 1080—1164/5) не погоджувався з цим, стверджуючи, що швидкість і прискорення — це різні поняття, і що сила пропорційна не швидкості, а прискоренню.
Брати Бану Муса — Джафар-Мухаммад, Ахмад і аль-Хасан (поч. IX ст.) — винайшли автоматизовані пристрої, описані у їхній праці Книга про винахідливі пристрої. Подальші відкриття в цій галузі зробили також Аль-Джазарі та Ібн Маруф.

## Значення
Мусульманські вчені сприяли закладенню основ експериментальної науки завдяки внеску в науковий метод і своєму емпіричному, експериментальному та кількісному підходу до наукового пізнання. У ширшому сенсі, досягнення ісламської науки полягало вже в тому, що вона процвітала протягом століть у широкому спектрі інституцій — від обсерваторій до бібліотек, медресе, лікарень і судів, як у період Золотої доби ісламу, так і протягом кількох наступних століть. Це не призвело до наукової революції, подібної до тієї, що сталася в ранньомодерній Європі, але такі зовнішні порівняння, ймовірно, слід відкинути як накладання «хронологічно й культурно чужих стандартів» на успішну середньовічну культуру.